# Maglaj
Maglaj (serbiska: Маглај) är en ort i Bosnien och Hercegovina. Den ligger i entiteten Federationen Bosnien och Hercegovina, i den centrala delen av landet, 80 km norr om huvudstaden Sarajevo. Maglaj ligger 177 meter över havet och antalet invånare är 7 399.
Terrängen runt Maglaj är huvudsakligen kuperad, men åt sydväst är den platt. Maglaj ligger nere i en dal.Närmaste större samhälle är Zavidovići, 12,0 km söder om Maglaj.
I omgivningarna runt Maglaj växer i huvudsak lövfällande lövskog. Runt Maglaj är det ganska tätbefolkat, med 93 invånare per kvadratkilometer.